# London Business School

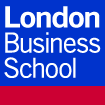
Logo London Business School

London Business School (LBS) – międzynarodowa szkoła biznesu założona w 1964 r. w Londynie (Zjednoczone Królestwo).
LBS to jedna z najbardziej prestiżowych uczelni biznesowych na świecie. W rankingu szkół biznesu Financial Times, zajmuje 1. miejsce w Europie natomiast w rankingu QS, pierwsze miejsce na świecie. Proces rekrutacji na studia w London Business School jest bardzo konkurencyjny, a liczba miejsc bardzo ograniczona ze względu na niewielki kampus uczelni. Głównymi konkurentem London Business School w Europie jest INSEAD, a na świecie szkoła konkuruje z Harvard Business School, Stanford Graduate School of Business i Wharton Business School.
Szkoła nadaje jedynie tytuły magistra, MBA oraz doktora i jest jedną z nielicznych szkół na świecie posiadających potrójną akredytację (AACSB, EQUIS, AMBA). LBS prowadzi także liczne programy dla kadry zarządzającej wyższego szczebla. Kierunek Master of Business Administration prowadzony przez LBS należy do najbardziej prestiżowych na świecie i często jest klasyfikowany wśród najlepszych programów świata.
Główny kampus szkoły znajduje się w Londynie w sąsiedztwie Regent’s Park przy Sussex Place. Budynek został zaprojektowany przez Johna Nasha. LBS posiada również kampus w Dubaju. w którym prowadzone są zajęcia dla kadry zarządzającej wyższego szczebla.